# 1217 (szám)
Az 1217 (római számmal: MCCXVII) az 1216 és 1218 között található természetes szám.

## A szám a matematikában
A tízes számrendszerbeli 1217-es a kettes számrendszerben 10011000001, a nyolcas számrendszerben 2301, a tizenhatos számrendszerben 4C1 alakban írható fel.
Az 1217 páratlan szám, prímszám. Kanonikus alakja 12171, normálalakban az 1,217 · 103 szorzattal írható fel. Két osztója van a természetes számok halmazán, ezek növekvő sorrendben: 1 és 1217.
Proth-prím, azaz k · 2ⁿ + 1 alakú prímszám.
Az 1217 huszonnégy szám valódiosztó-összegeként áll elő, ezek közül legkisebb a 3639.

## Csillagászat
- 1217 Maximiliana kisbolygó